# Хопирта (комуна)
Хопирта (рум. Hopârta) — комуна у повіті Алба в Румунії. До складу комуни входять такі села (дані про населення за 2002 рік):
- Вама-Сяке (234 особи)
- Сіліваш (255 осіб)
- Турдаш (275 осіб)
- Хопирта (345 осіб) — адміністративний центр комуни
- Шпелнака (263 особи)

Комуна розташована на відстані 272 км на північний захід від Бухареста, 35 км на північний схід від Алба-Юлії, 54 км на південь від Клуж-Напоки.

## Населення
За даними перепису населення 2002 року у комуні проживали 1372 особи.
Національний склад населення комуни:
| Національність | Кількість осіб | Відсоток |
| -------------- | -------------- | -------- |
| румуни         | 1212           | 88,3%    |
| цигани         | 151            | 11,0%    |
| угорці         | 8              | 0,6%     |
| німці          | 1              | 0,1%     |

Рідною мовою назвали:
| Мова      | Кількість осіб | Відсоток |
| --------- | -------------- | -------- |
| румунська | 1212           | 88,3%    |
| циганська | 152            | 11,1%    |
| угорська  | 8              | 0,6%     |

Склад населення комуни за віросповіданням:
| Релігія        | Кількість осіб | Відсоток |
| -------------- | -------------- | -------- |
| православні    | 1271           | 92,6%    |
| греко-католики | 73             | 5,3%     |
| баптисти       | 13             | 0,9%     |
| римо-католики  | 6              | 0,4%     |
| п'ятдесятники  | 6              | 0,4%     |
| реформати      | 3              | 0,2%     |